# Гиратор (электрическая цепь)
Гиратор (англ. gyrator, от греч. γύρος — круг) — электрическая цепь, преобразующая импеданс. Иными словами, эта схема заставляет ёмкостные цепи проявлять индуктивные свойства, — в частности полосовой фильтр будет вести себя как режекторный фильтр и т. п.

## История
Идея гиратора была предложена в 1948 году Бернардом Теллегеном (Bernard D. H. Tellegen).

## Гиратор как аналог индуктивности

Гиратор выполненный на ОУ

Основное применение гираторов заключается в создании участков цепи, имитирующих индуктивность. Поскольку катушки индуктивности далеко не всегда применимы в электрических цепях (например в микросхемах), использование гираторов позволяет обходиться без катушек индуктивности. Для этого используется цепь, состоящая из конденсатора, операционного усилителя или транзисторов и резисторов.

## Принцип работы
Назначение гиратора — поменять знак комплексного сопротивления цепи (т. е. импеданса) (на приведённой схеме — инвертировать действие конденсатора). Желаемый импеданс цепи можно описать как
{\displaystyle Z=R_{L}+j\omega L,}
то есть это последовательно соединённые индуктивность L и сопротивление RL. Из схемы видно, что
импеданс имитированной индуктивности соединён параллельно с импедансом C и R:
{\displaystyle Z_{\text{in}}=(R_{L}+j\omega R_{L}RC)\parallel \left(R+{\frac {1}{j\omega C}}\right),}
где символ {\displaystyle \parallel } означает параллельное электрическое соединение.
В случае, когда R много больше чем RL, это уравнение принимает вид
{\displaystyle Z_{\text{in}}=R_{L}+j\omega R_{L}RC.}
Таким образом мы получаем последовательно соединённые сопротивление {\displaystyle R_{L}} и индуктивность {\displaystyle L=R_{L}RC}. Основное отличие от истинной (физической) индуктивности здесь проявляется в том, что присутствует параллельное {\displaystyle RC}, и в том, что {\displaystyle R_{L}} обычно значительно больше, чем в реальных катушках.